# Tom Hiariej
Tom Jan Hiariej (* 25. července 1988, Winschoten, Nizozemsko) je nizozemsko-indonéský fotbalový záložník, který v současnosti působí v klubu FC Groningen.
Má nizozemskou matku a otce z Moluk.

## Reprezentační kariéra
Nastoupil v roce 2007 za Jong Oranje (nizozemská jedenadvacítka).